# تحقيق المحكمة الجنائية الدولية في أوكرانيا
تحقيق المحكمة الجنائية الدولية في أوكرانيا أو الوضع في أوكرانيا هو تحقيق مستمر من قبل المحكمة الجنائية الدولية في جرائم الحرب والجرائم ضد الإنسانية التي قد تكون حدثت منذ 21 نوفمبر 2013، أثناء الثورة الأوكرانية 2014 وخلال الحرب الروسية الأوكرانية، بما في ذلك ضم القرم من قبل الاتحاد الروسي عام 2014، والحرب في دونباس والغزو الروسي لأوكرانيا 2022. حصل التحقيق الكامل على الاختصاص القضائي في 2 مارس 2022.

## فحص تمهيدي
اعتبارًا من فبراير 2022، أوكرانيا ليست طرفاً في نظام روما الأساسي للمحكمة الجنائية الدولية. في عامي 2014 و2015، قدمت حكومة أوكرانيا طلبين رسميين للمحكمة الجنائية الدولية للتحقيق في جرائم الحرب والجرائم ضد الإنسانية التي قد تكون حدثت في أوكرانيا في احتجاجات الميدان الأوروبي والاضطرابات المدنية لعام 2014، وضم شبه جزيرة للقرم عام 2014 من قبل الاتحاد الروسي، والحرب في دونباس. كان الإعلان الأول للتواريخ من 21 نوفمبر 2013 إلى 22 فبراير 2014، ويغطي كامل أراضي أوكرانيا. طلب الإعلان الثاني إجراء تحقيق موسع اعتبارًا من 20 فبراير مع تاريخ انتهاء مفتوح، مرة أخرى لكامل الأراضي الأوكرانية.
في 25 أبريل 2014، بدأت المحكمة الجنائية الدولية فحصها الأولي للأدلة على مزاعم ارتكاب جرائم حرب. في 11 ديسمبر 2020، وجد المدعي العام للمحكمة الجنائية الدولية أن «هناك أساسًا معقولاً للاعتقاد بارتكاب جرائم حرب وجرائم ضد الإنسانية»، وأن «الجرائم المزعومة التي تم تحديدها [اعتبارًا من ديسمبر 2020] مقبولة»، وأنه كان هناك «أساس معقول للتحقيق، بشرط الحصول على إذن قضائي».

## الإحالات والاختصاص والترخيص
في 25 فبراير 2022، في اليوم التالي لبدء الغزو الروسي لأوكرانيا عام 2022، صرح المدعي العام للمحكمة الجنائية الدولية كريم أحمد خان أن المحكمة الجنائية الدولية يمكنها «ممارسة اختصاصها والتحقيق في أي عمل من أعمال الإبادة الجماعية أو الجرائم ضد الإنسانية أو جرائم الحرب المرتكبة داخل أوكرانيا». صرح خان في 28 فبراير أنه يعتزم إجراء تحقيق كامل للمحكمة الجنائية الدولية وأنه طلب من فريقه «استكشاف جميع فرص حفظ الأدلة». وذكر أنه سيكون من الأسرع فتح التحقيق رسميًا إذا أحالت دولة عضو في المحكمة الجنائية الدولية القضية للتحقيق، بموجب المادة 13 (أ) من نظام روما الأساسي، وليس بموجب المادة 13 (ج)، والتي ستؤسس أيضًا سلطة قضائية، لكنها ستكون أبطأ.
صرحت رئيسة الوزراء الليتوانية إنغريدا سيمونيته في 28 فبراير أن ليتوانيا طلبت فتح تحقيق لدى المحكمة الجنائية الدولية. في 2 مارس 2022، صرح خان أنه تلقى إحالات من 39 دولة (ألبانيا وأستراليا والنمسا وبلجيكا وبلغاريا و 34 دولة أخرى)، مما مكّنه من فتح تحقيق بموجب المادة 14 من نظام روما الأساسي. وذكر خان أن مكتب المدعي العام قد «حدد بالفعل القضايا المحتملة التي يمكن قبولها».
في 1 أو 2 مارس 2022، تم تعيين الوضع في أوكرانيا إلى الدائرة التمهيدية الثانية للمحكمة الجنائية الدولية، مع القضاة أنطوان كيسيا مبي ميندوا وتوموكو أكاني وروزاريو سالفاتوري إيتالا، الذين طُلب منهم تقرير ما إذا كانوا سيفوضون بالتحقيق بعد تلقيهم طلب تفويض من المدعي العام.

## التحقيق
صرح المدعي العام كريم خان في 3 مارس 2022 أن فريقًا أوليًا يتكون من «محققين ومحامين وأشخاص لديهم خبرة خاصة في التخطيط التشغيلي» أرسل إلى «منطقة أوكرانيا» للبدء في جمع الأدلة.
في 17 مارس 2023 أصدرت المحكمة الجنائية الدولية أمر اعتقال للرئيس الروسي فلاديمير بوتين ومفوضة حقوق الطفل في روسيا ماريا لفوفا بيلوفا بتهمة ارتكاب جرائم حرب. وكان قرار المحكمة ناجماً عن ادعاءات اختطاف وترحيل الأطفال إلى الأراضي الروسية.

## روابط خارجية
- نظرة عامة على حالة المحكمة الجنائية الدولية في أوكرانيا
- مسار الاتصال بمكتب المدعي العام